# Erpobdella octoculata
Erpobdella octoculata (Ерпобделла звичайна) — вид п'явок роду Erpobdella родини Erpobdellidae підряду Erpobdelliformes ряду Безхоботні п'явки (Arhynchobdellida). Інша назва «ерпобдела оката».

## Опис
Загальна довжина сягає 7 см, зазвичай 4-5 см. Тіло дещо сплющено, передня частина циліндричного вигляду, задня частина стиснута з боків. Передня присоска менша за задню. Має 4 пари очей, що розташовано паралельно у передній частині у вигляді келехоподібних «плям». Складається з 5-кільцевих сомітів однакового розміру. На спині присутні маленькі сосчки, інколи великі пухирки на кшталт бородавок. Генітальні отвори (гонопори) розташовано між 2 та 3 кільцями.
Забарвлення коливається від червонувато-коричневого до зеленуватого кольору. Втім переважно має коричневу або сірувато-коричневу спину, вкриту поперечними рядками жовтих цяток. Втім темний пігмент може в тій чи іншій мірі зникати, і цятки залишаються помітними лише на частині спини або зовсім відсутні, в результаті чого спинна поверхня стає одноколірною, сіруватою, на якій подекуди зберігаються темні плями.

## Спосіб життя
Тримається як проточних, так й стоячих прісних вод. Воліє до неглибоких та невеличких водойм, може зустрічатися у помірно солонуватій воді. Є хижаком, живиться трубковиками та личинками комарів-хірономідів. Може також живиться мертвими або застарілими тканинами організмів. Здобич заковтує цілком. Сама вона піддається нападу різних хижих безхребетних; знаходять її і в шлунках риб.
Є гермафродитом. Після парування через 2-3 дні відкладаються овальні кокони сіро-коричневого кольору від 4-6 до 11-12 яєць, вкрай рідко 24.
Тривалість життя становить 2 роки.

## Розповсюдження
Поширена в Європі, Азії, Північній Америці. Зустрічається в Криму (Україна).